# Бродуотер (округ)
Бродуотер (англ. Broadwater County) — один из округов штата Монтана, США. Административный центр — город Таунсенд.

## История
Через территорию современного округа проходили участники известной экспедиции Льюиса и Кларка. В 1864 году в горах Биг-Белт было найдено золото, привлёкшее в данную местность старателей. В 1881 году через Таунсенд была построена Северная Тихоокеанская железная дорога.

## География
Расположен в западной части штата. Площадь округа составляет 3209 км², из которых 3084,7 км² — суша, а 124,3 км² — внутренние воды. Восточная и северная границы Бродуотера проходит примерно по горному хребту Биг-Белт, западная — по хребту Элкхорн, а южная — по холмам Хорсшу. На территории округа находится водохранилище Каньон-Ферри, которое является третьим по величине водоёмом Монтаны. Вода озера активно используется для орошения близлежащих полей, а также привлекает сюда отдыхающих.
На территории округа находится Национальный лес Хелена.

## Население
По данным переписи 2010 года население округа составляет 5612 человек. По данным прошлой переписи 2000 года оно насчитывало 4385 человек. На 2000 год расовый состав был следующим: белые — 97,04 %; коренные американцы — 1,16 %; афроамериканцы — 0,27 % и азиаты — 0,11 %. Большая часть населения имеет немецкое, английское, ирландское и норвежское происхождение. 98,0 % населения считают родным языком английский и 1,3 % — немецкий.
Доля лиц в возрасте младше 18 лет — 25,20 %; лиц старше 65 лет — 16,40 %. Средний возраст населения — 41 год. На каждые 100 женщин приходится в среднем 104 мужчины.